# Richard Fuxa
Richard Fuxa (* 6. května 1966) je český podnikatel, spoluzakladatel skupiny BigBoard, největší out of home media skupiny společností v České republice, která aktivně působila i na dalších trzích východní Evropy včetně Ruska. V této skupině dlouhodobě působí jako výkonný ředitel (CEO) pro Českou republiku.
Dále v roce 1994 spoluzaložil a později i řídil významnou reklamní agenturu Ark Communications. Později byl u založení české joint venture s britskou nadnárodní reklamní společností WPP, řídil reklamní skupinu společností sdružených pod agenturou Ark Thompson a Mindshare. Rovněž  spoluzakládal pražské centrum moderního umění DOX, kde po dobu posledních pěti let[kdy?] aktivně působil při organizaci galerie. Poté založil Nadační fond Richarda Fuxy na podporu kulturních projektů. V roce 2014 zrealizoval vůbec úspěšnou výstavu „Nejkomplexnější sbírka plakátů Alfonse Muchy z kolekce Ivana Lendla“ v Obecním domě, kterou navštívilo téměř 190 000 návštěvníků. V práci Nadačního fondu nadále pokračuje, v roce 2013 produkoval výstavu Bohuslava Reynka ve Valdštejnské jízdárně, kterou navštívilo 60 000 návštěvníků.